# Hellas Verona Football Club
Ne pas confondre avec Chievo Vérone, un autre club de football basé à Vérone.
Maillots
Actualités
Le Hellas Verona Football Club, dit  Hellas Verona FC (Hellas Vérone en français) ou simplement Verona en italien est un club de football italien fondé en 1903 sous le nom de Associazione Calcio Hellas et basé à Vérone en Vénétie.
Le club doit son nom Hellas (Grèce en grec) sur la demande d'un professeur de lettres.

## Repères historiques

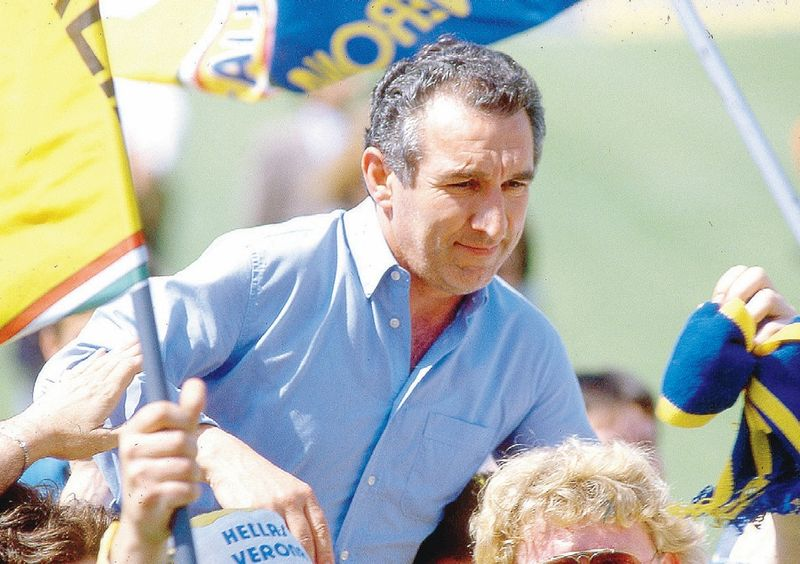
Osvaldo Bagnoli, entraîneur vainqueur du Scudetto en 1985.

Logo de 1999 à 2020.

Fondé en 1903 par un groupe d'étudiants de la plus ancienne école secondaire en Italie (Liceo Ginnasio di Stato Scipione Maffei), le club est baptisé "Hellas" sur la demande d'un professeur de lettres.
À ce moment-là, le football est joué sérieusement seulement dans les grandes villes du Nord-Ouest de l'Italie, aussi nombreux à Vérone sont indifférents à ce sport, bien qu'en 1906, deux clubs de ville décident de disputer le derby dans l'amphithéâtre romain de la ville ce qui augmente l'enthousiasme et les intérêts des médias.
Champion d'Italie en 1985 avec l'équipe du "Bison" du Danois Preben Elkjaer Larsen et de l'Allemand Hans-Peter Briegel notamment. L'Hellas devance le Torino de quatre points, pour offrir le seul titre national obtenu jusqu'ici par la ville de Roméo et Juliette.
En 2009-2010, le club participe à la Ligue Pro Première Division italienne et après les play-off, il réaccède à la serie B. Il évolue en 2008-2009 en ancienne Serie C2 (Lega Pro Seconda Divisione) avant d'être promu en Ligue Pro Première Division en 2010 et de nouveau promu en Serie B en 2011. Au total, le club a participé pendant 49 saisons à la Serie B.
En 2013, l'Hellas Vérone retrouve la Serie A après onze longues années dans les divisions inférieures, où l'avaient précipité problèmes sportifs et financiers.
L'Hellas retrouve ainsi le Chievo Vérone, club d'un quartier de Vérone monté en Serie A en 2001 et redescendu une seule saison depuis la saison 2008.
En 2018-2019, soit une année après sa relégation, le club retrouve la Serie A, pendant que son rival historique du Chievo fait le chemin inverse.

## Rivalités
L'Hellas Vérone dispute contre le Chievo Vérone le fameux Derby de Vérone et reste l'équipe la plus populaire de la ville.
Malheureusement, le Derby de Vérone a cessé d'exister du fait que le Chievo Vérone ait déposé le bilan en 2021.
L'Hellas Vérone entretient un derby violent avec le SSC Napoli. Le club de Vérone représente la droite italienne indépendantiste. Les habitants nomment cette région: Padanie. 
À l'inverse, les Napolitains représentent la gauche qui ne souhaite pas la séparation entre le nord et le sud italien.

## Palmarès
- Championnat d'Italie (1):
  - Champion: 1985

- Coupe d'Italie:
  - Finaliste: 1976, 1983 et 1984

- Championnat d'Italie de Serie B (3):
  - Champion: 1957, 1982 et 1999

## Personnalités du club

### Effectif professionnel actuel
Le premier tableau liste l'effectif professionnel de l'Hellas Vérone pour la saison 2025-2026. Le second recense les prêts effectués par le club lors de cette même saison.
En grisé, les sélections de joueurs internationaux chez les jeunes mais n'ayant jamais été appelés aux échelons supérieurs une fois l'âge-limite dépassé ou les joueurs ayant pris leur retraite internationale.

### Joueurs emblématiques
| - Luca Toni (2013-2016) - Antonio di Gennaro (1981-1988) - Aimo Diana (1999-2000) - Alberto Gilardino (2000-2002) - Filippo Inzaghi (1993-1994) - Massimo Oddo (2000-2002) - Angelo Peruzzi (1989-1990) - Gianluca Pessotto (1993-1994) - Mauro Camoranesi (2000-2002) | - Paolo Vanoli (1995-1998) - Damiano Tommasi (1991-1996) - Paolo Rossi (1986-1987) - Marco Cassetti (2000-2003) - Christian Brocchi (1998-2000) - Claudio Caniggia (1988-1989) - Pedro Troglio (1988-1989) - Dirceu (1982-1983) | - Adaílton (1999-2006) - Preben Elkjær Larsen (1984-1988) - Martin Laursen (1998-2001) - Florin Raducioiu (1991-1992) - Adrian Mutu (2000-2002) - Hans-Peter Briegel (1984-1986) - Thomas Berthold (1987-1989) - Valon Behrami (2004-2005) | - Nelson Gutierrez (1989-1991) - Sébastien Frey (1999-2000) - Wladyslaw Zmuda (1982-1984) - Ruslan Nigmatullin (2002) - Dragan Stojkovic (1991-1992) - Anthony Seric (1999-2002) |

## Supporters
Historiquement les supporters de l'Hellas Verone penchent vers l'extrême droite à l'image du groupe d'ultras Brigate Gialloblù aujourd'hui disparu.